# Granès
Granès är en kommun i departementet Aude i regionen Occitanien  i södra Frankrike. Kommunen ligger  i kantonen Quillan som ligger i arrondissementet Limoux. År 2022 hade Granès 116 invånare.

## Befolkningsutveckling
Antalet invånare i kommunen Granès
Referens: INSEE